# Gustave Sandras
Silvaine Gustave Sandras (* 24. Februar 1872 in Lacroix-Barrez; † 21. Juni 1951 in Flers-lez-Lille) war ein französischer Turner und Olympiasieger.
Er nahm an den Olympischen Sommerspielen 1900 in Paris teil und gewann vor seinen Landsmännern Noël Bas und Lucien Démanet den einzigen Turnwettkampf, der durchgeführt wurde: den Turnmehrkampf. Es wurden ganze 16 Einzelübungen verlangt. Sandras holte dabei 302 von 320 möglichen Punkten.